# Muharem Midžić
Muharem Midžić (1879 Donje Prekounje, okres Bihać, Bosna a Hercegovina – zřejmě popraven na podzim 1945 Banja Luka, Federativní lidová republika) byl bosenskohercegovský lékař bosňáckého původu.

## Životopis
V Sarajevu navštěvoval vyšší gymnázium (maturoval 1902), nato se zapsal na studium lékařství na Vídeňské univerzitě. Promoval roku 1908. Praktickou stáž absolvoval v Zemské nemocnici v Sarajevu (1908–1909). V témže lékařském zařízení působil jako sekundární lékař (1909–1910) a asistent (1910–1912). Nato byl jmenován chotárským (okresním) lékařem v Kotor-Varoši a jeden čas i ředitelem nemocnice v Kotor-Varoši (1912–1919).
Na osobní žádost byl propuštěn ze státních služeb, nato odešel do Banja Luky, kde si zřídil soukromou lékařskou praxi (1919–1924). Dne 31. března 1924 byl znovu přijat do státních služeb a působil jako sekundární lékař v banjalucké nemocnici. Znovu si otevřel soukromou praxi 26. října 1932, načež od 11. května 1933 opětovně pracoval v okresní nemocnici, nyní na pozici primáře. Dne 21. července 1934 se stal přednostou jednoho z jejích oddělení (kliniky).
Za druhé světové války byl přednostou infekčního oddělení (kliniky) a dočasně působil i jako ředitel nemocnice. Dne 6. listopadu 1943 získal specializaci v oboru infekčního lékařství. Po ustavení komunistické Jugoslávie jistý pracoval v banjalucké vojenské nemocnici (do 24. července 1945).